# Haein sa
Haein sa (Klasztor Pieczęci Oceanu 해인사) – klasztor buddyjski w Korei Południowej na górze Kaya (가야산) w prowincji Południowy Kyŏngsang (Kyŏngsangnam-to 경상 남도).

## Historia klasztoru
Jeden z najsłynniejszych klasztorów buddyzmu koreańskiego. Hae znaczy ocean, in – odbicie, pieczęć. W terminologii buddyjskiej jest to synonimiczne pojęcie do samadhi i zostało zaczerpnięte z Sutry Avatamsaki. Według legendy klasztor został założony w 802 r. przez dwóch mnichów Sununga i Ijonga po ich powrocie z Chin, z którymi wiązano cudowne zdarzenia. Jednak znany pisarz i kaligraf Ch'oe Ch'iwon, który spędził w tym klasztorze ostatnie lata swojego życia, zapisał bardziej prawdopodobną historię, że klasztor został wybudowany w 802 r. przez Sununga, który w Chinach osiągnął oświecenie. Wdowa królewska po usłyszeniu o tym przyjęła buddyzm jako swoją religię i obdarowała klasztor oraz wspierała go. Po śmierci Sununga rozbudowę klasztoru prowadził jego uczeń Ijong. Jest obecnie 12. parafialną świątynią (zarządza 23 innymi klasztorami) oraz należy do 5 klasztorów systemu ch'ongnim i 3 słynnych klasztorów „trzech skarbów” (kor. sambosach'al lub sambo chongch'al) obok Songgwang-sa i T'ongdo sa. Haein jest klasztorem skarbu Dharmy ze względu na przechowywane płyty z sutrami.
W tym właśnie klasztorze przechowywane są drewniane płyty Tripitaki (81,258). Znajdują się one w dwóch budynkach bibliotecznych. Wykonanie ich zajęło 16 lat. Ponieważ wszystkie płyty wykazują ten sam styl pisma, uważa się, że wyrzeźbiła je jedna osoba. Jest to już trzecia koreańska Tripitaka. Dwie poprzednie zostały wywiezione (w 1021 r.) i spalone (1231 r.) przez Mongołów.

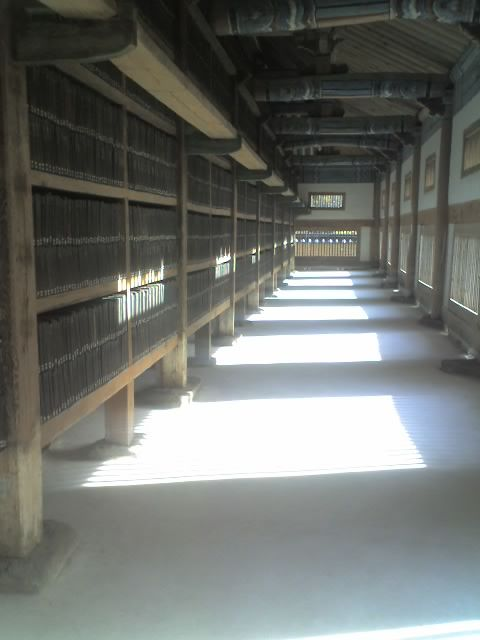
Półki z Tripitaką

Jak większość bram wejściowych w klasztorach koreańskich i ta nosi nazwę Iljumun – Brama 1-filarowa – niezależnie od ilości filarów, które posiada. Zwrot „ilju” nakierowuje na stan umysłu praktykującego buddyzm: skupionego „jednego umysłu”. Napis wejściowy nad bramą oznajmia „Klasztor Haein na górze Kaya”.
Głównym budynkiem klasztoru jest Taejŏkkwangjon (Gmach wielkiej ciszy i światła. Kulturalna cenna własność prowincji nr 256). Poświęcony on jest głównemu buddzie szkoły hwaŏm Wajroczanie (kor. Piroch'ana). Oryginalny budynek spłonął i został odrestaurowywany w 1817 r. z poprawkami w 1971 r. Budynek ten zawiera wiele wyobrażeń buddy w triadzie z bodhisattwami Mandziuśrim i Samantabhadrą.
Najpewniej z IX w. pochodzi 3-kondygnacyjna stupa ok. 6-metrowej wysokości. Jest to jedna z najwyższych stup z tego okresu. Mniej więcej z tego samego okresu pochodzi kamienna latarnia.
W klasztorze znajduje się także stela wybitnego mnicha Wŏngyonga Wangsa pochodząca z 1125 r. Została tu przeniesiona w 1961 r. z klasztoru Wŏngyonga – P'anya.
W okolicy znajduje się także 16 pustelni oraz miejsca praktyki górskich mnichów (mnisi, którzy praktykują raczej samotnie w odległych górskich zakątkach), których jest ok. 500. Jedną z takich pustelni jest Hongje am. Została ona wybudowana w 1608 r. i rezydował w niej znany mnich Samyŏng Yujŏng. Na terenie pustelni znajduje się stupa mistrza, stela oraz pudo (rodzaj urny na relikty po mnichach). Stupa należy do Cennych kulturalnych własności prowincji Południowy Kyŏngsang (nr 145). Po zniszczeniu steli w 1943 r. przez Japończyków, została ona zrekonstruowana w 1958 r. Inne pustelnie to m.in. Wŏndang am, Yongtapsŏnwŏn, Samsŏn am, Yaksu am, Kugir am, Chijog am, Paeknyŏn am i Huirangdae.
W klasztorze przebywa ok. 220 mnichów.
Klasztor ten jest parafialnym klasztorem szkoły chogye, który zarządza 82 innymi klasztorami.

## Adres klasztoru
- 7 Chiin-ri, Gaya-myeon (118-31 Haeinsa-gil), Hapcheon, Gyeongsangnam-do, Korea Południowa

## Galeria

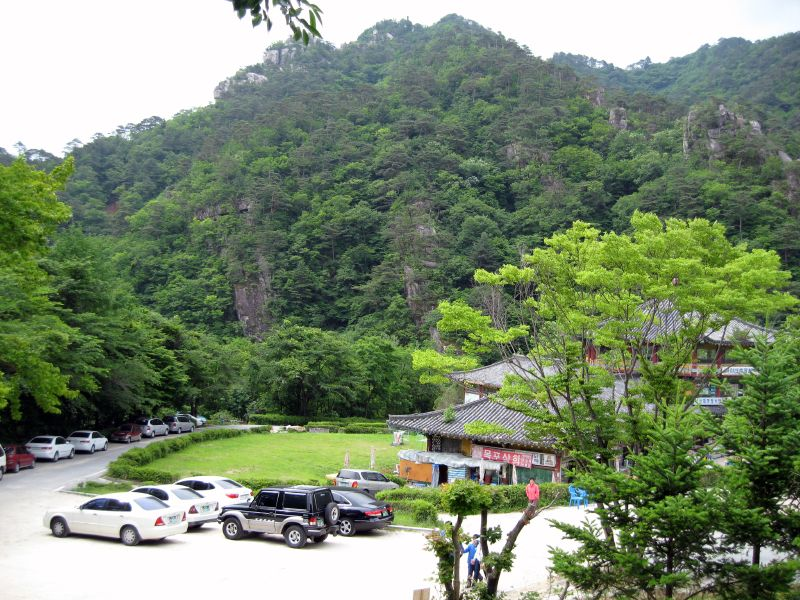
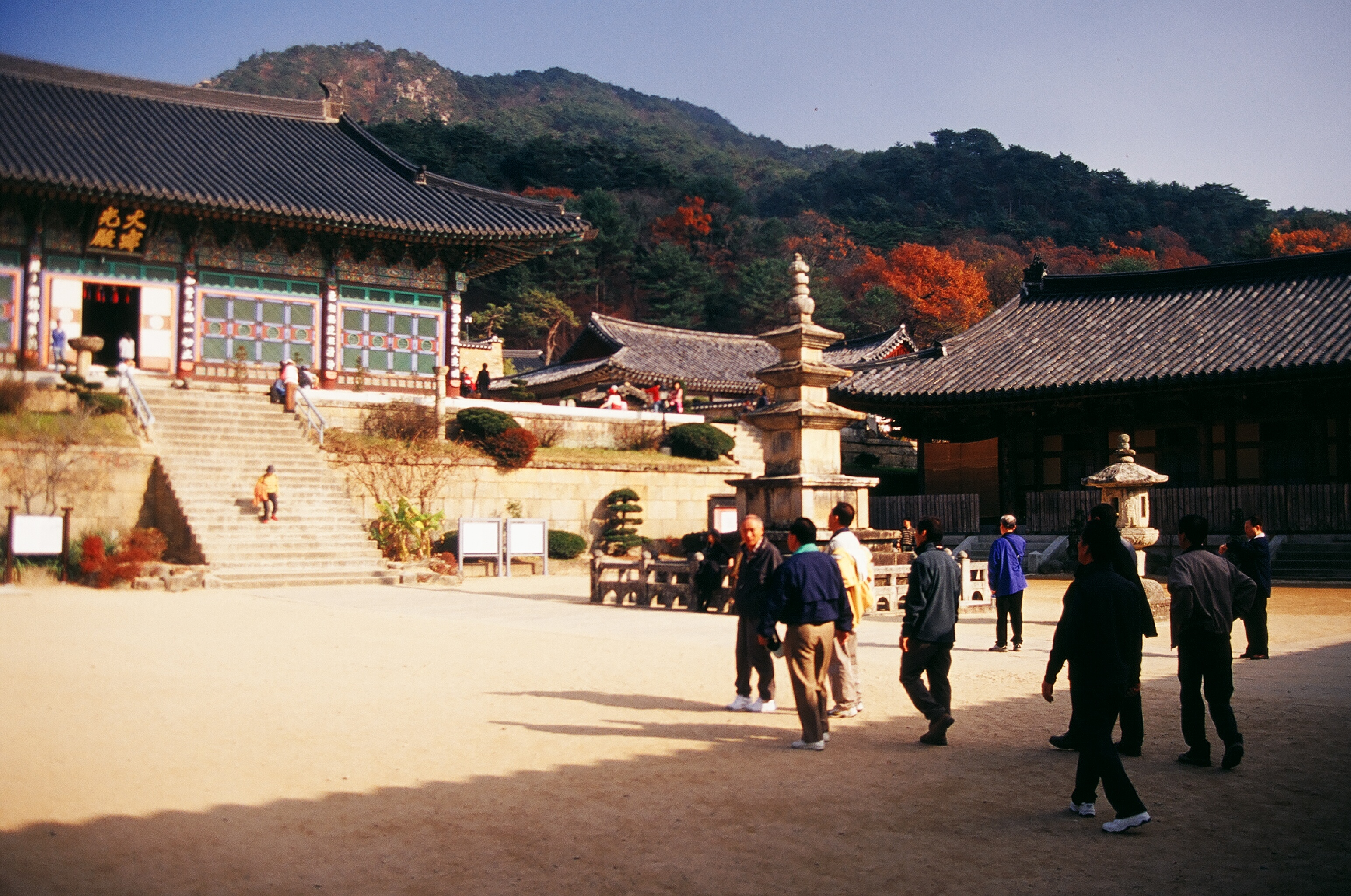
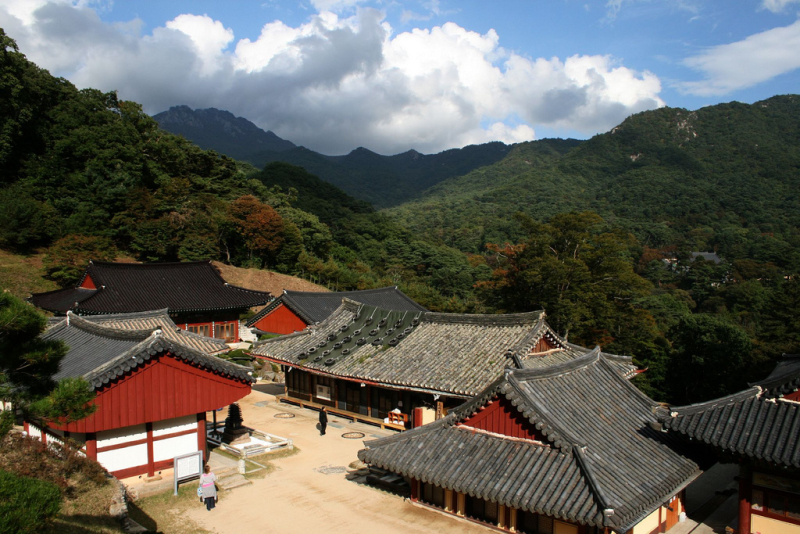
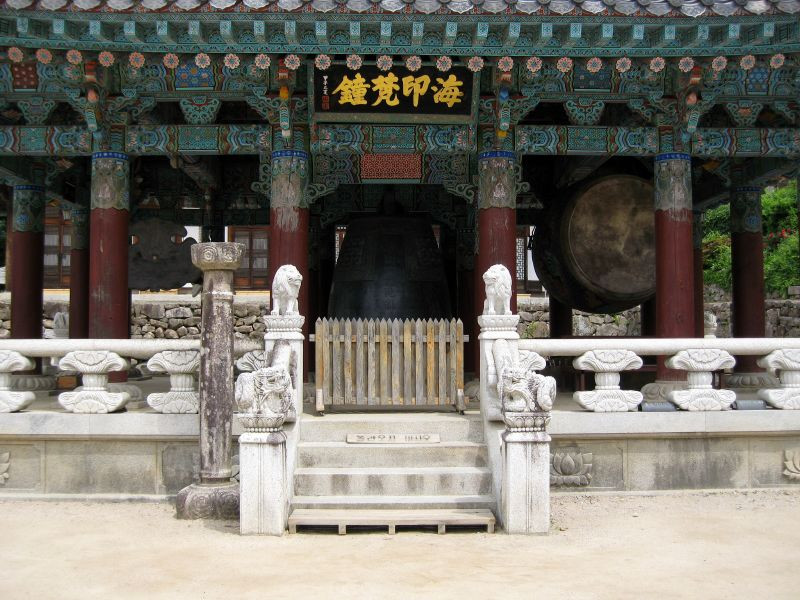
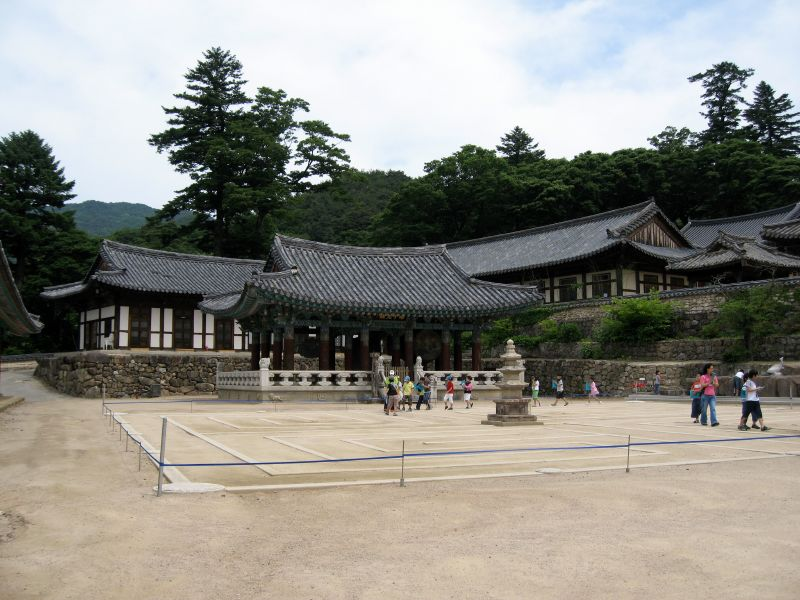
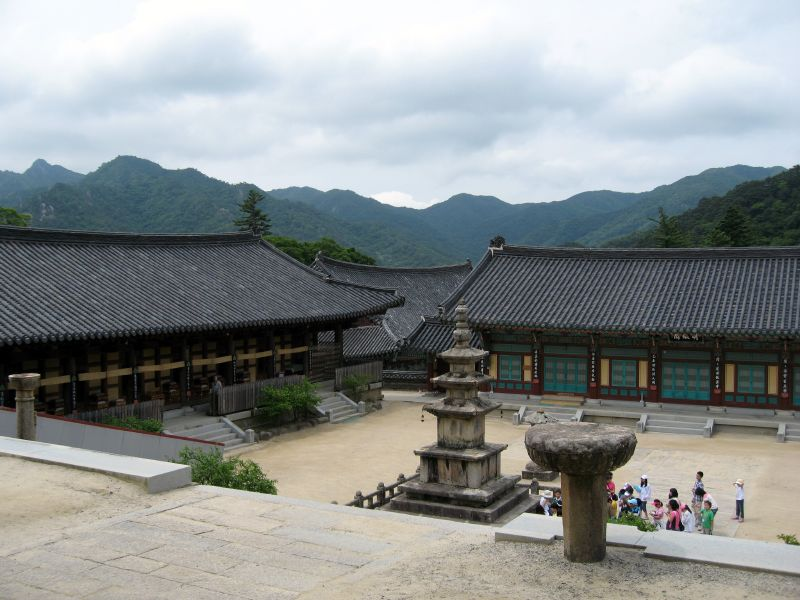
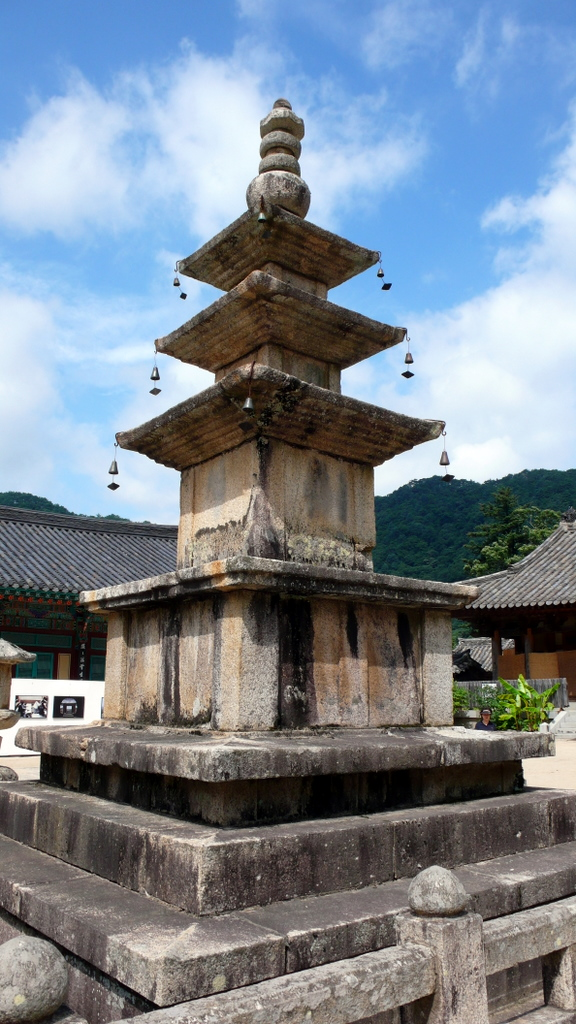
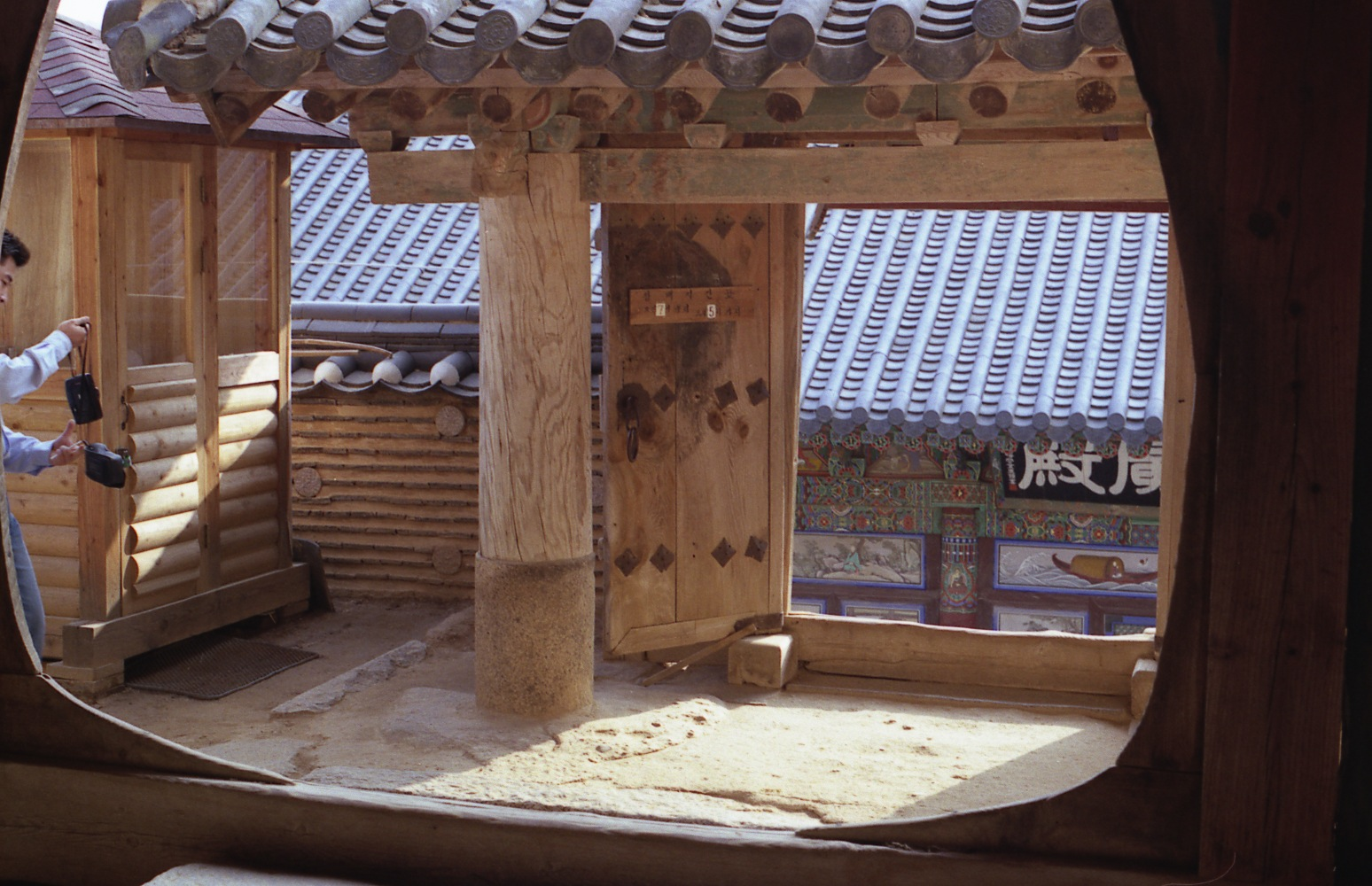
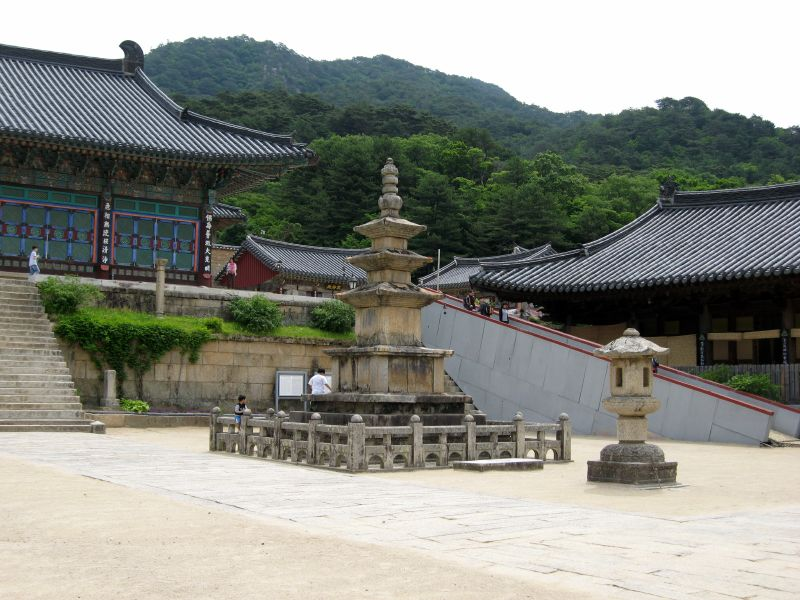
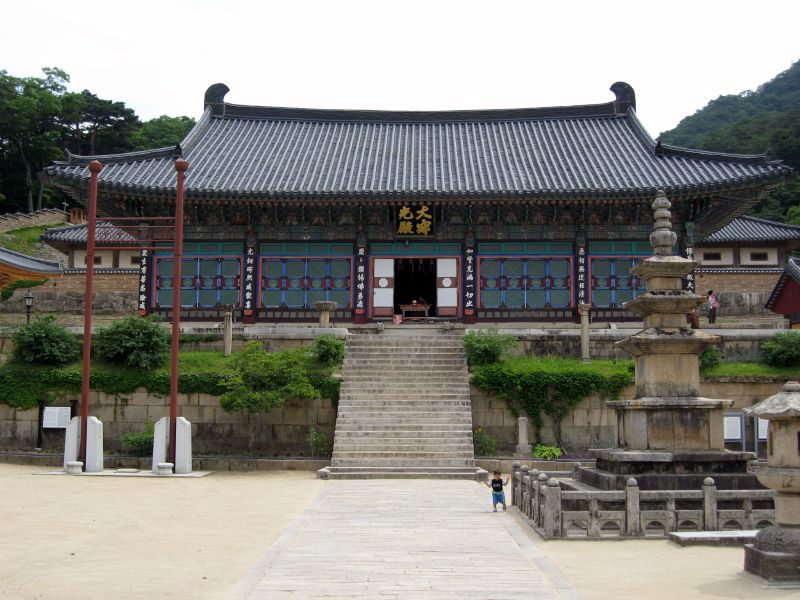
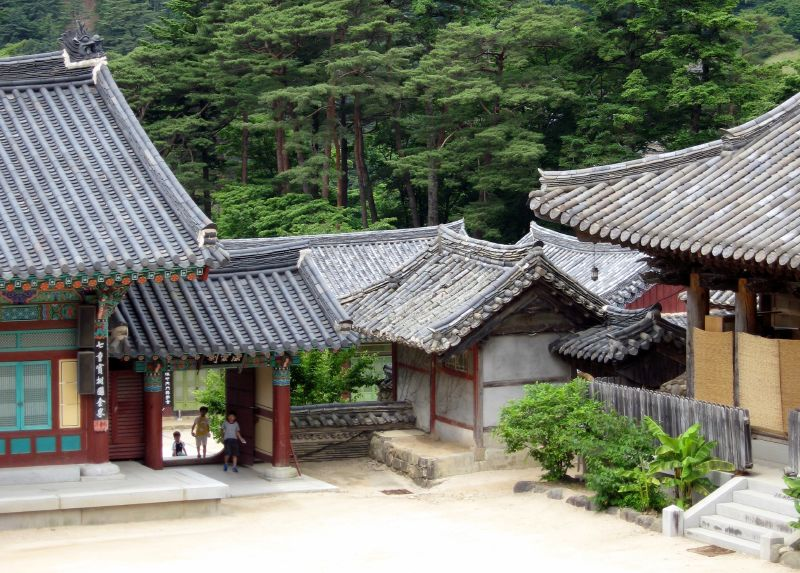
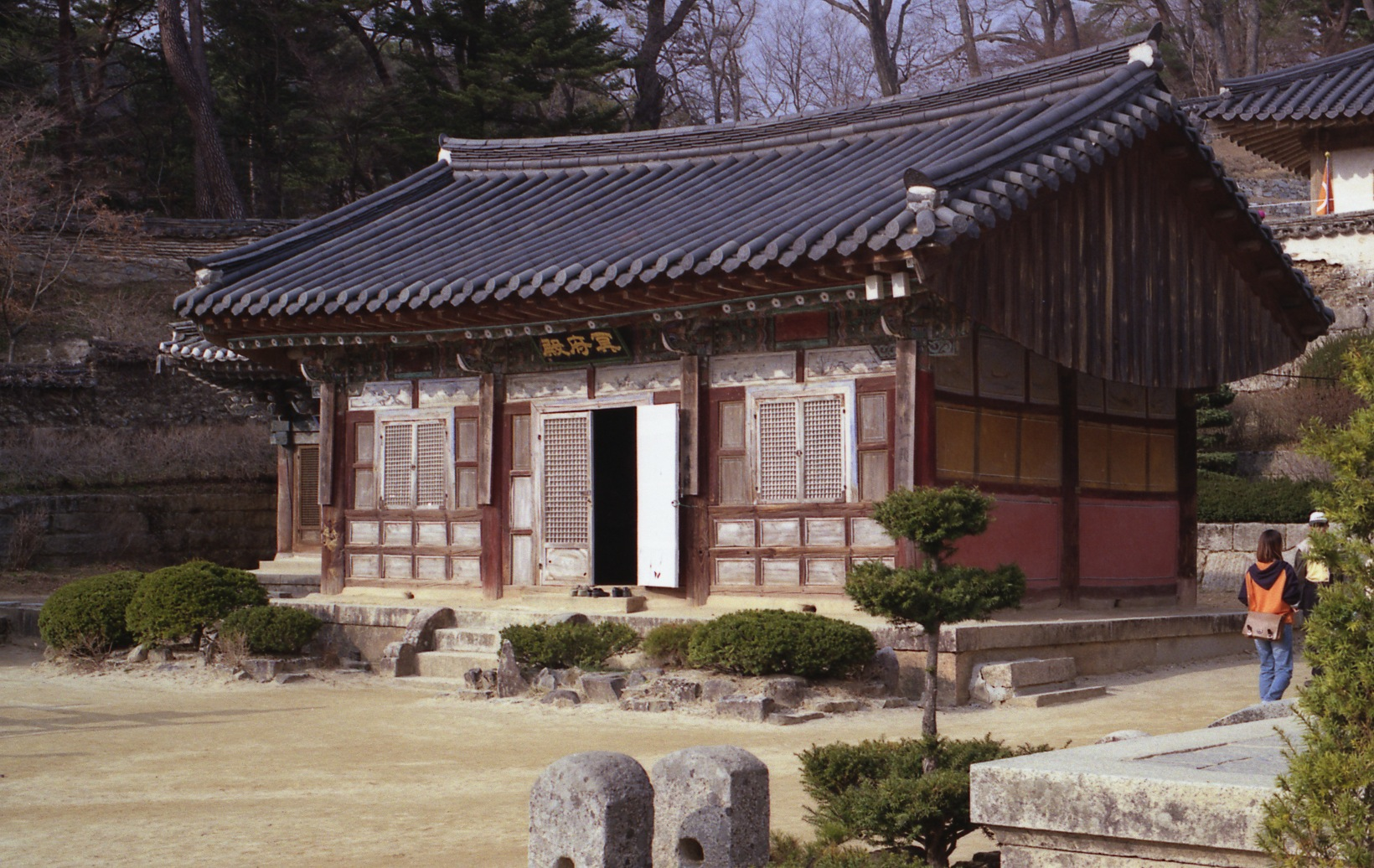
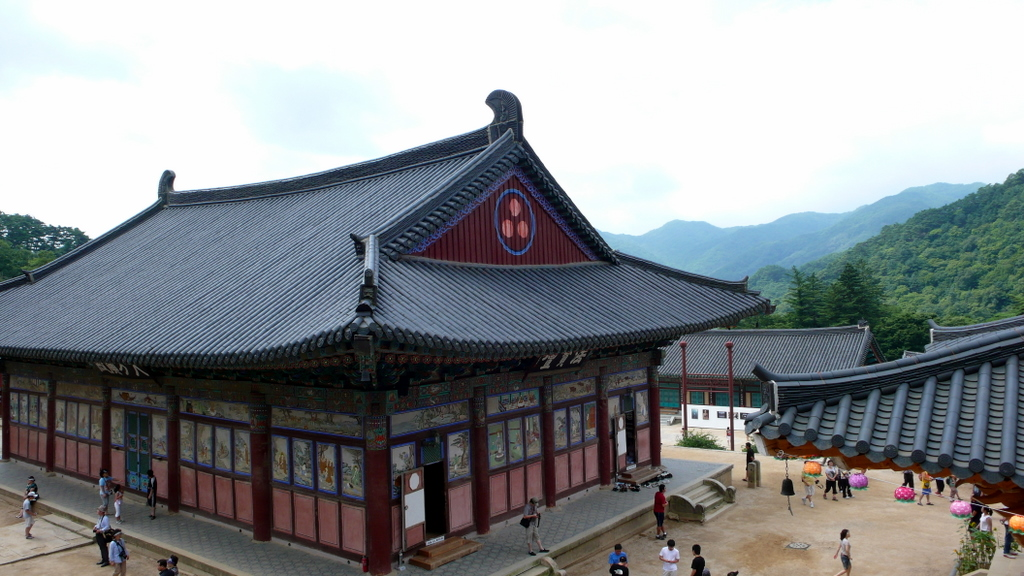
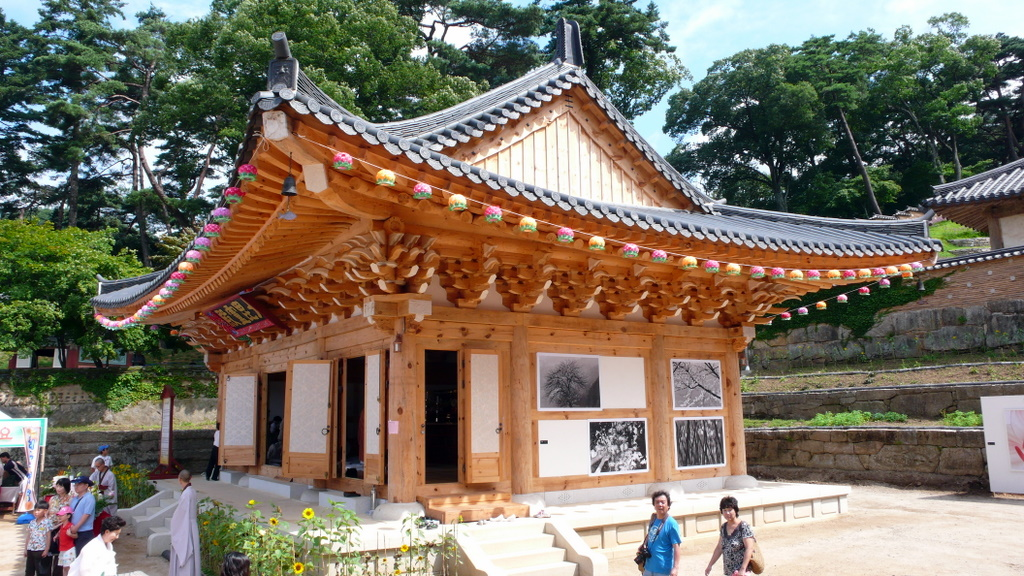
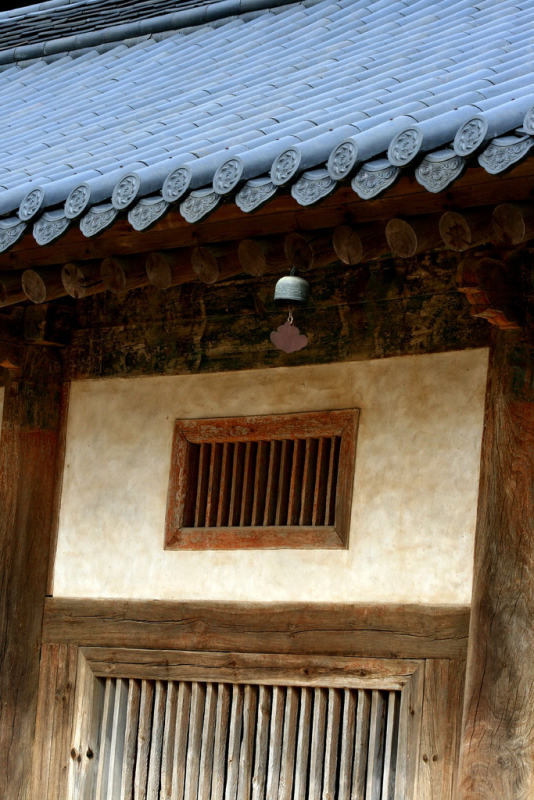
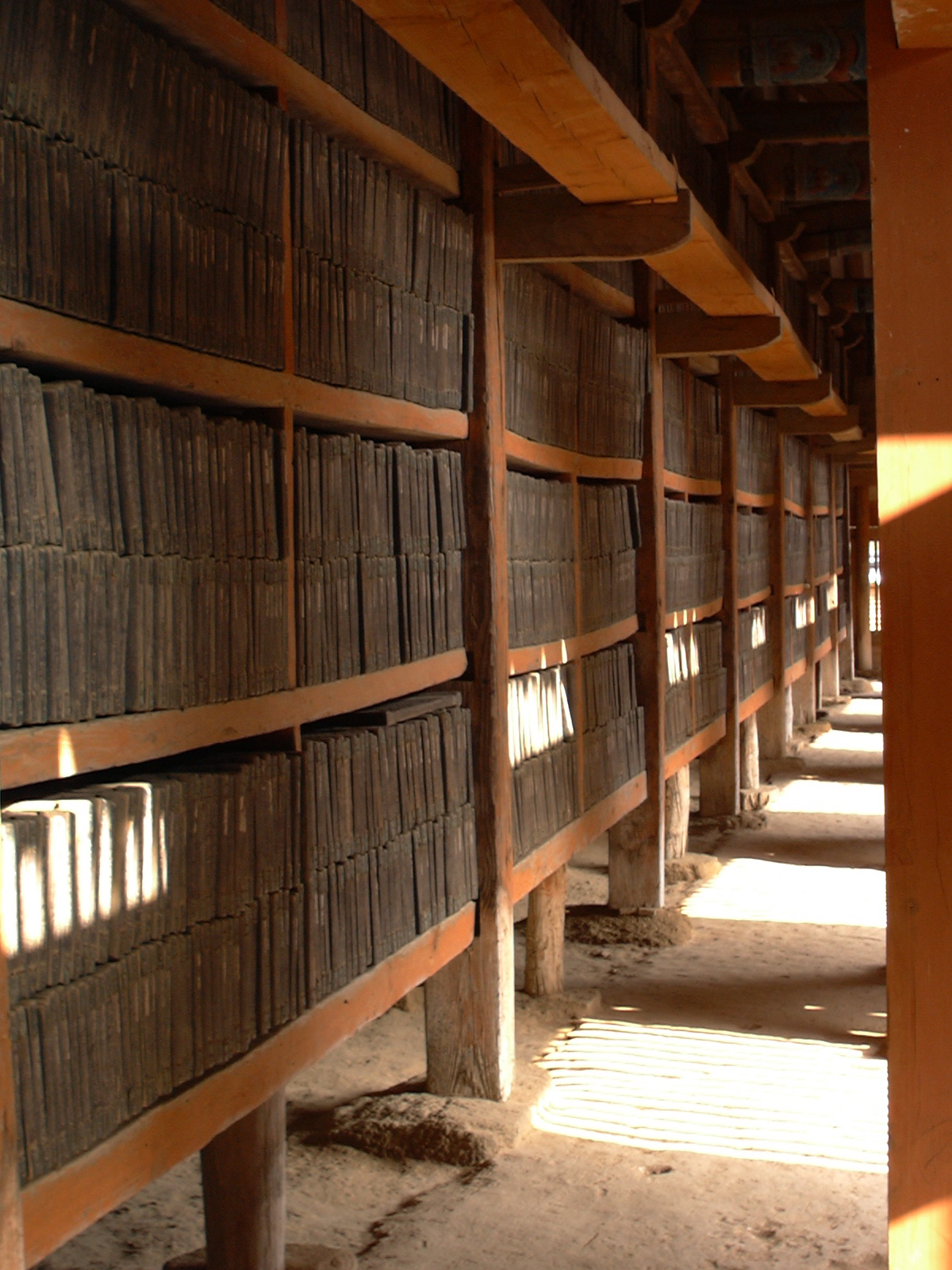
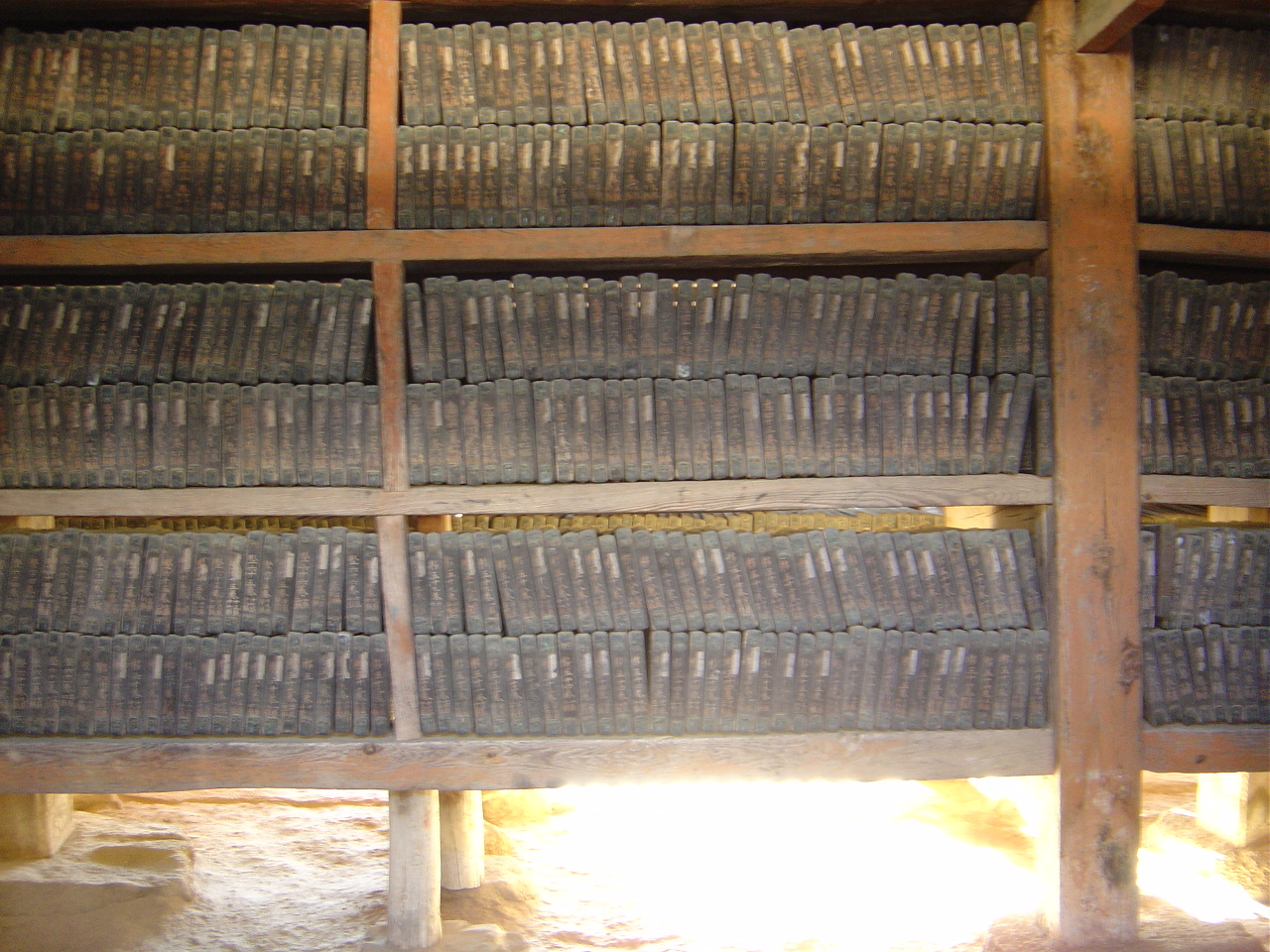

## Zobacz
- Klasztor buddyjski
- Kanon mahajany